# Elizabeth Boott
Elizabeth „Lizzie” Otis Lyman Boott (13. dubna 1846 Boston – 22. března 1888 Florencie) byla americká malířka.

## Životopis
Narodila se 13. dubna 1846 v Bostonu v Massachusetts. Byla dcerou skladatele klasické hudby Francise Bootta a Elizabeth Boott rozené Lyman. Její matka, která zemřela, když jí bylo 18 měsíců, byla nejstarší dcerou George Lymana a jeho první ženy Elizabeth Gray Otis, dcery federalisty Harrisona Graye Otise. Oba patřili k bostonské společenské elitě (Boston Brahmin).
Elizabeth byla vychována otcem v Itálii. Do Bostonu se vrátili v roce 1865. V roce 1869 se zapsala na lekce malování pro ženy, které vedl malíř William Morris Hunt. Také tři léta studovala u Thomase Couture poblíž Paříže (1876–1878). Elizabeth (spolu se svým otcem) strávila léto roku 1879 v Mnichově studiem u amerického malíře Franka Duvenecka, kterého s otcem obdivovali.
Svá díla vystavovala na začátku 80. let 19. století na několika výstavách po Spojených státech. První samostatnou výstavu měla v Bostonu v galerii J. Eastmana Chase v roce 1882.

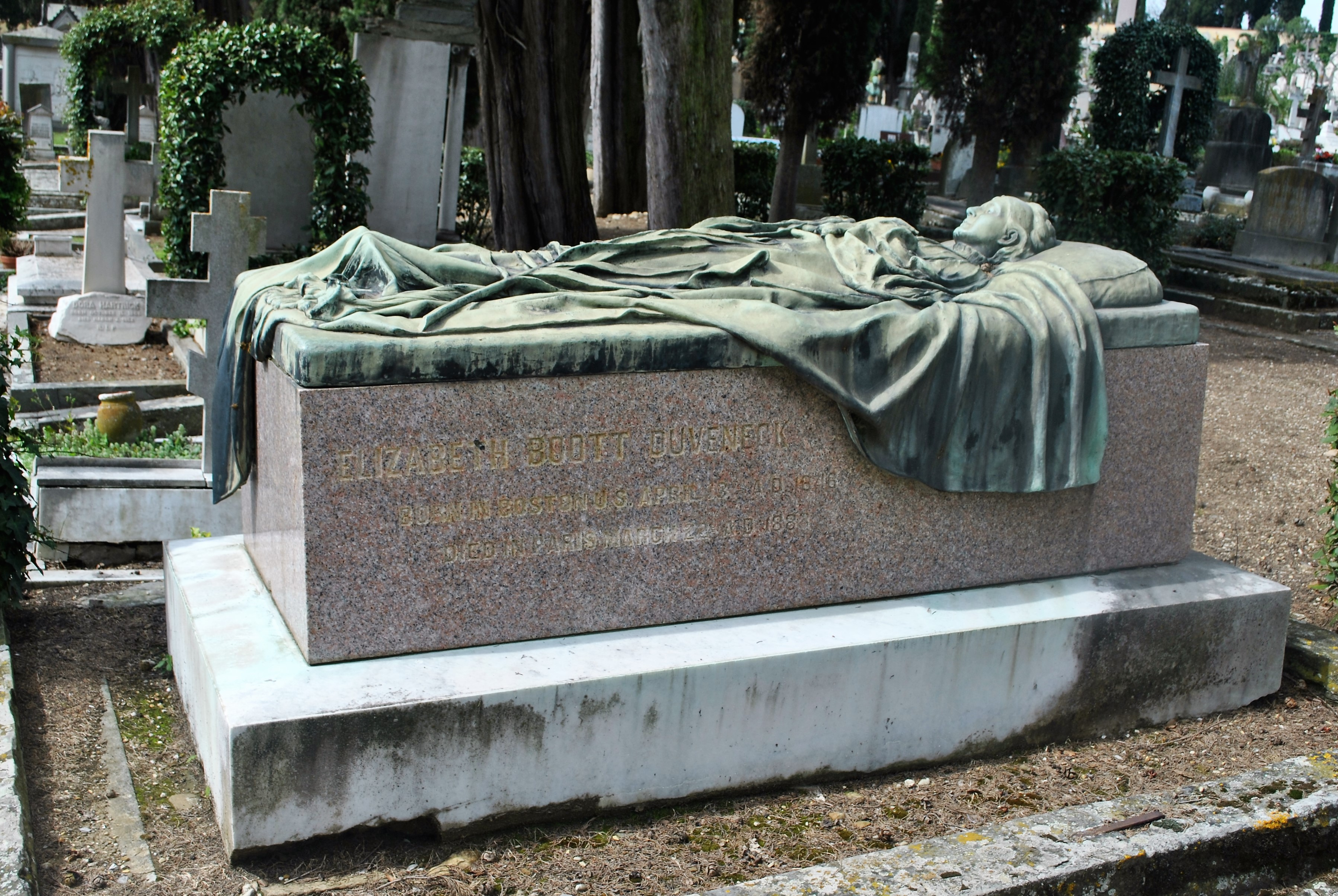
Hrob Elizabeth Boott Duveneck na hřbitově Allori ve Florencii

V březnu 1886 se v Paříži provdala za Franka Duvenecka s nímž byla zasnoubená již od roku 1881. Jejich sňatek byl po tak dlouhé době, co byli zasnoubeni a rozděleni kontinenty, nečekaný. Přestože byl Elizabetin otec obdivovatelem Duvenecka, obával se, že sňatek s jeho dcerou je pro zchudlého malíře jen způsob jak se dostat k penězům. Před svazkem varovali i přátelé rodiny, např. rodinný přítel, spisovatel Henry James, který měl vůči Elizabeth i jejímu otci velmi ochranitelský postoj. Duveneckovi přátelé si naopak přáli pro Duvenecka to nejlepší a doufali, že Elizabeth bude jeho zachránkyní od zahálky a frustrace. Nakonec se svatba uskutečnila a následně se spolu s otcem Elizabeth přestěhovali do vily Castellani v Itálii. Dne 18. prosince 1886 Elizabeth porodila syna Franka Bootta Duvenecka. Později se stal inženýrem a oženil se s Josephine Whitney, dcerou amerického průmyslníka Henryho Melville Whitneyho.
Později žila Elizabeth s manželem a synem v Paříži. Spekulace o manželství však pokračovaly, až do její smrti, za kterou někteří vinili Duvenecka. Historikové se však shodují, že smrt manželky malíře negativně ovlivnila. Další vinili rodinu Boottů, že na Duvenecka velmi tlačila, aby se přizpůsobil společenským hodnotám a statusu jejich rodiny. Samotnou Elizabeth však jeho společenský status nezajímal, na rozdíl od jeho malování. Feminističtí kritici Elizabeth označují za další příklad studentky umění, jejíž kariéra byla kompromitována zamilováním se do svého učitele malby.
Zemřela 22. března 1888 na zápal plic. Přítel jejího manžela, Clement Barnhorn ze Cincinnati, pro ni nechal v roce 1891 postavit památník na hřbitově Allori ve Florencii.

## Vila Castellini ve Florencii
Elizabeth přesvědčovala Franka Duvenecka, aby se přestěhoval do Florencie, kde si přála, aby učil ženy-umělkyně, což byl druh výuky, který tehdy vstoupil do módy. Na podzim 1879, po téměř dvou dekádách v Mnichově se Duveneck přestěhoval do Florencii a spolu s ním i tucet jeho přátel-malířů. Usadili se ve vile Castelani (nyní Villa Mercede) v Bellosguardo, navrženou v 15. století následovníkem  Michelangela, kterou vlastnila bostonská rodina. Vila se stala magnetem pro aktivní skupiny mladých umělců a umělkyň a přitáhla také pozornost spisovatele Henryho Jamese, který napsal o období, kdy Elizabeth a její otec žili ve vile, romány Portrét dámy (1881) a Zlatá mísa (1904).

## Výstavy
- 1883 – American Water Color Society[4]
- 1883 – Boston Art Club[4]
- 1883 – National Academy of Design[4]
- 1883 – Boston Museum of Fine Arts[4]
- 1883 – Philadelphia Society of Artists[4]
- 1884 – Doll & Richards Gallery – Boston
- 1886 – Paris Salon[4]

## Galerie

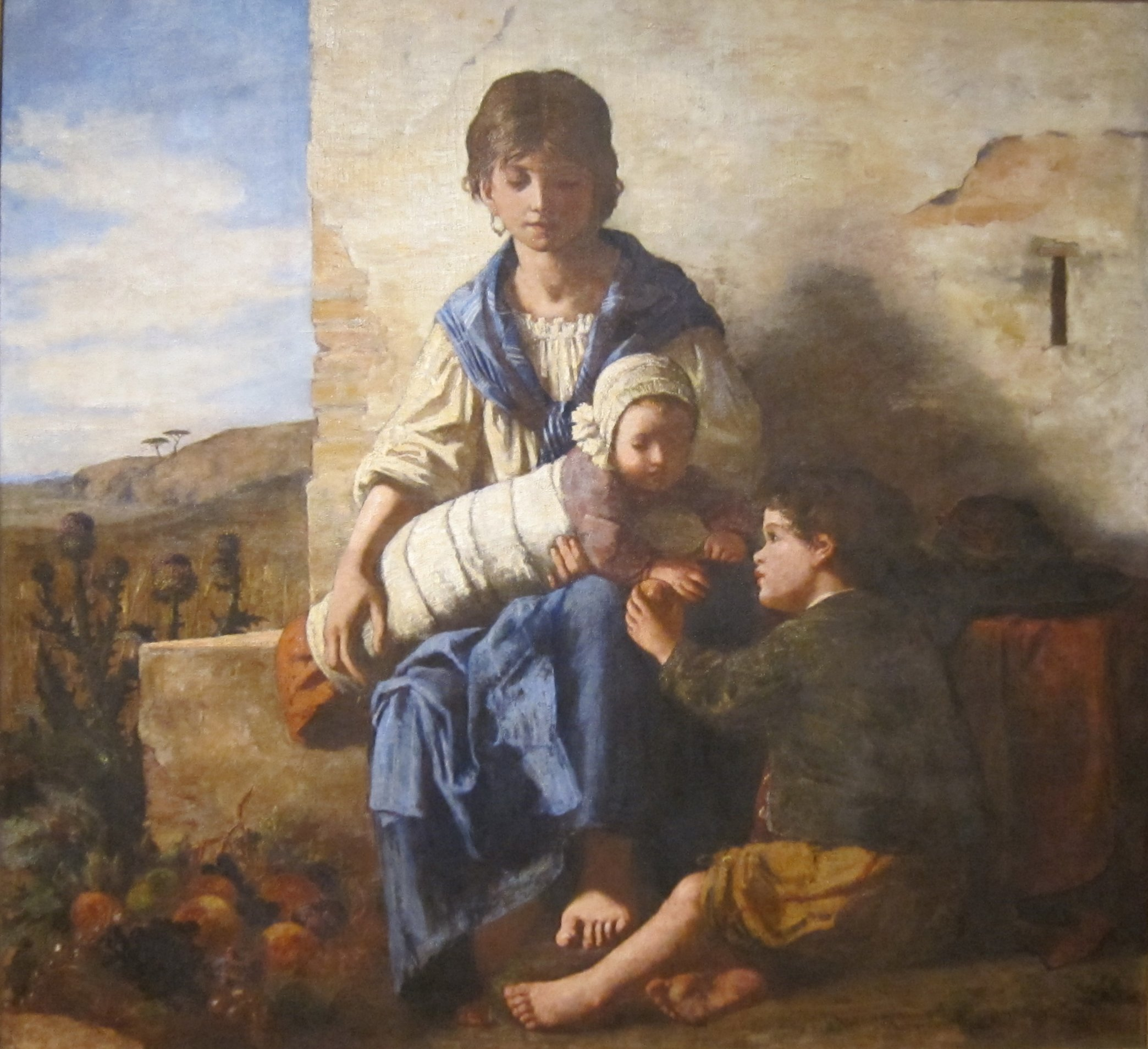
Žena s dětmi
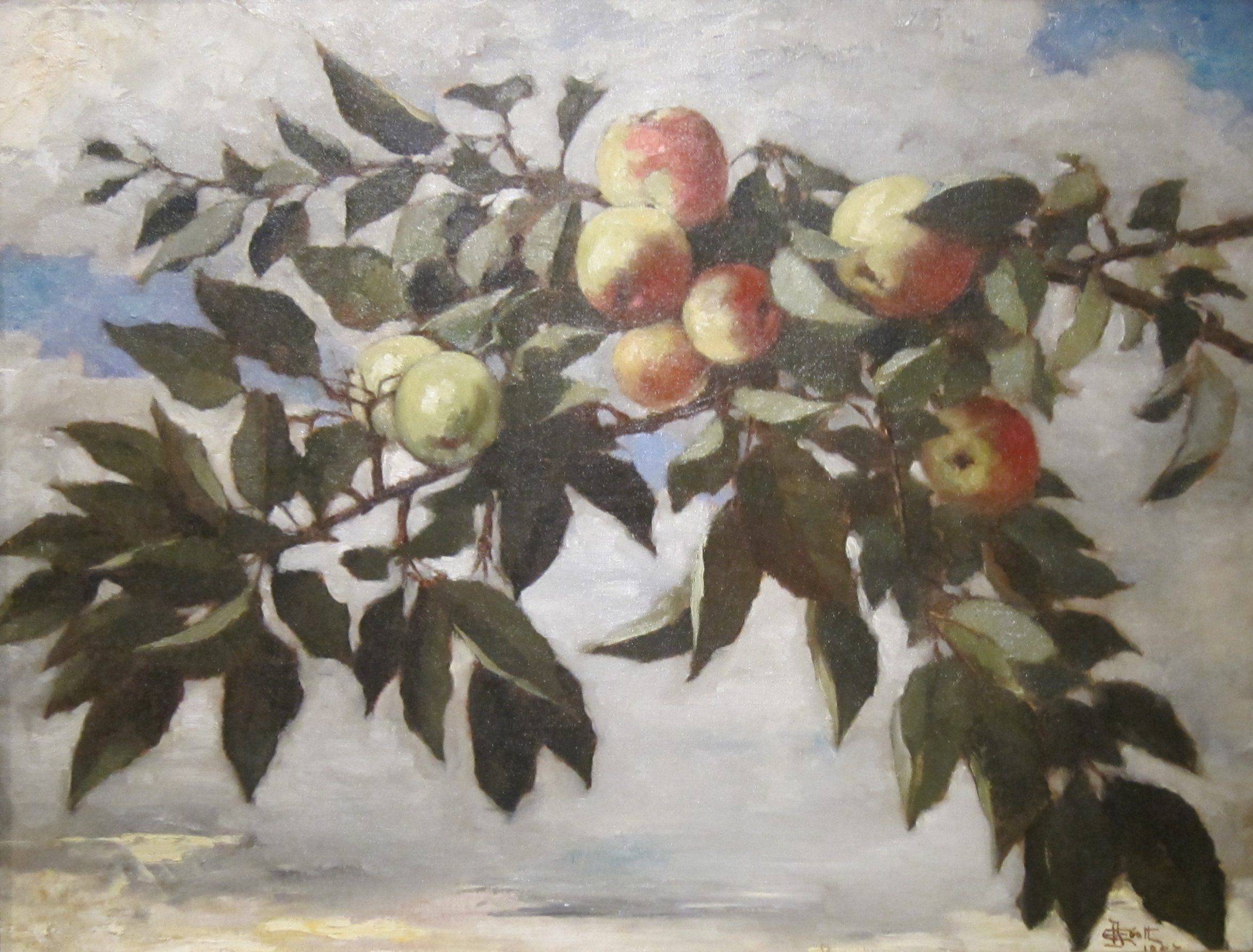
Větve jabloně, Cincinnati Art Museum
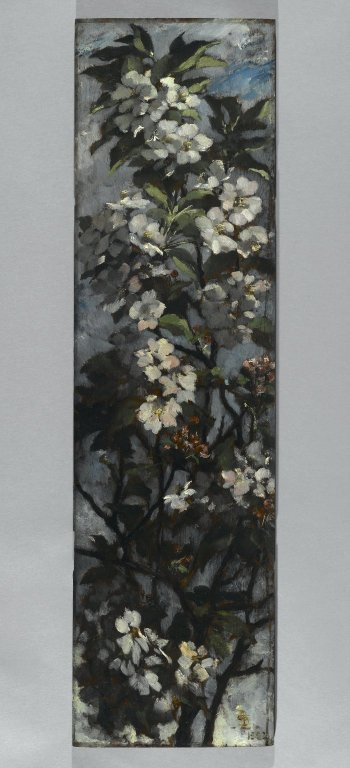
Jabloňové květy, Brooklyn Museum
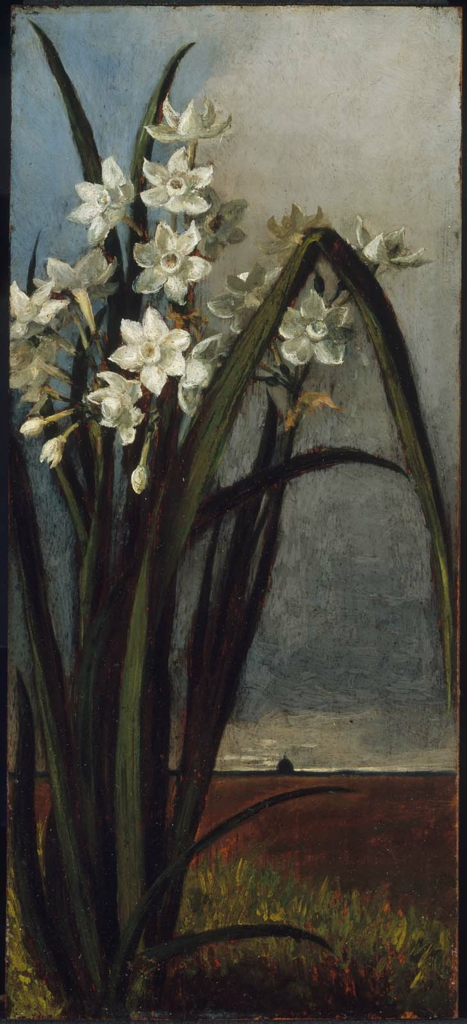
Narcisy
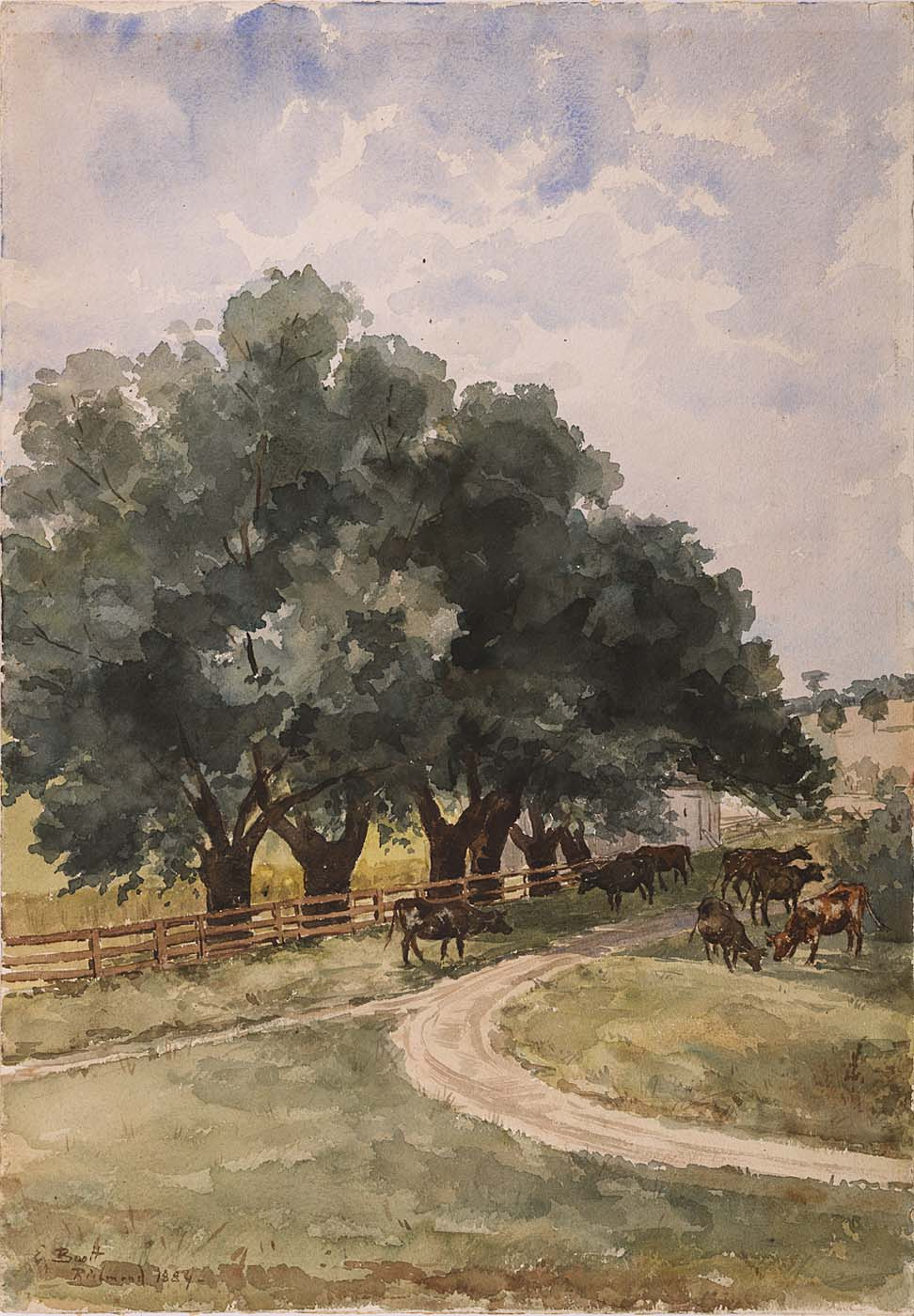
Richmond, 1884